# D.I.D
D.I.D is een Engelse indiepopgroep uit West Bridgford. De band werd in 2008 opgericht als Dog Is Dead door zanger-gitarist Robert Howie Milton, zanger-gitarist Rob "Paul Roberts" White, zanger en multi-instrumentalist Joss Van Wilder, zanger en multi-instrumentalist Lawrence "Trev" Cole en drummer Daniel Harvey. Hun debuutalbum All our favourite stories werd uitgebracht in 2012. In 2014 veranderden ze hun naam in D.I.D.

## Carrière
Robert Milton, Joss Van Wilder en Lawrence 'Trev' Cole ontmoetten elkaar op de West Bridgford School in Nottingham. Robert en Joss begonnen op 13-jarige leeftijd een bandje genaamd Oh Henry!, vernoemd naar een chocoladereep. Dog is Dead trad voor het eerst op als grap bij een talentenjacht op school. De band werd een plaatselijke hit en begon op te treden op feesten en partijen. In 2008 werden ze door diverse clubs gevraagd om optreden. Dat werd geaccepteerd en zo groeide de band. In april 2009 namen ze de eerste plaat op genaamd Your Childhood Records en ze traden op op het Dot to Dot Festival in Bristol. In 2010 tekenden ze een contract bij Atlantic Records. Van 2011 tot 2012 traden ze wederom op op verscheidene Engelse festivals, zoals Bestival, Latitude Festival, Leeds Festival, Reading Festival en Isle of Wight Festival. In 2011 traden ze voor het eerst op in Amsterdam. In oktober 2012 kwam hun eerste album uit: All Our Favourite Stories. De band veranderde in 2014 de naam in D.I.D.

## Discografie

### Albums
- All Our Favourite Stories, 2012

### Ep's
- Dog Is Dead, 2009
- Your Childhood, 2011
- Confessions, 2011

## Bandleden
- Robert Milton
- Joss Van Wilder
- Daniel Harvey
- Lawrence 'Trev' Cole
- Rob 'Paul Roberts' White